# Cynips divisa
Cynips divisa är en stekelart som beskrevs av Hartig 1840. Cynips divisa ingår i släktet Cynips och familjen gallsteklar. Arten är reproducerande i Sverige. Inga underarter finns listade i Catalogue of Life.